# Arenys de Mar

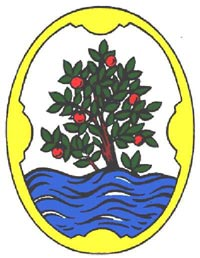
Escut no oficial d'Arenys de Mar

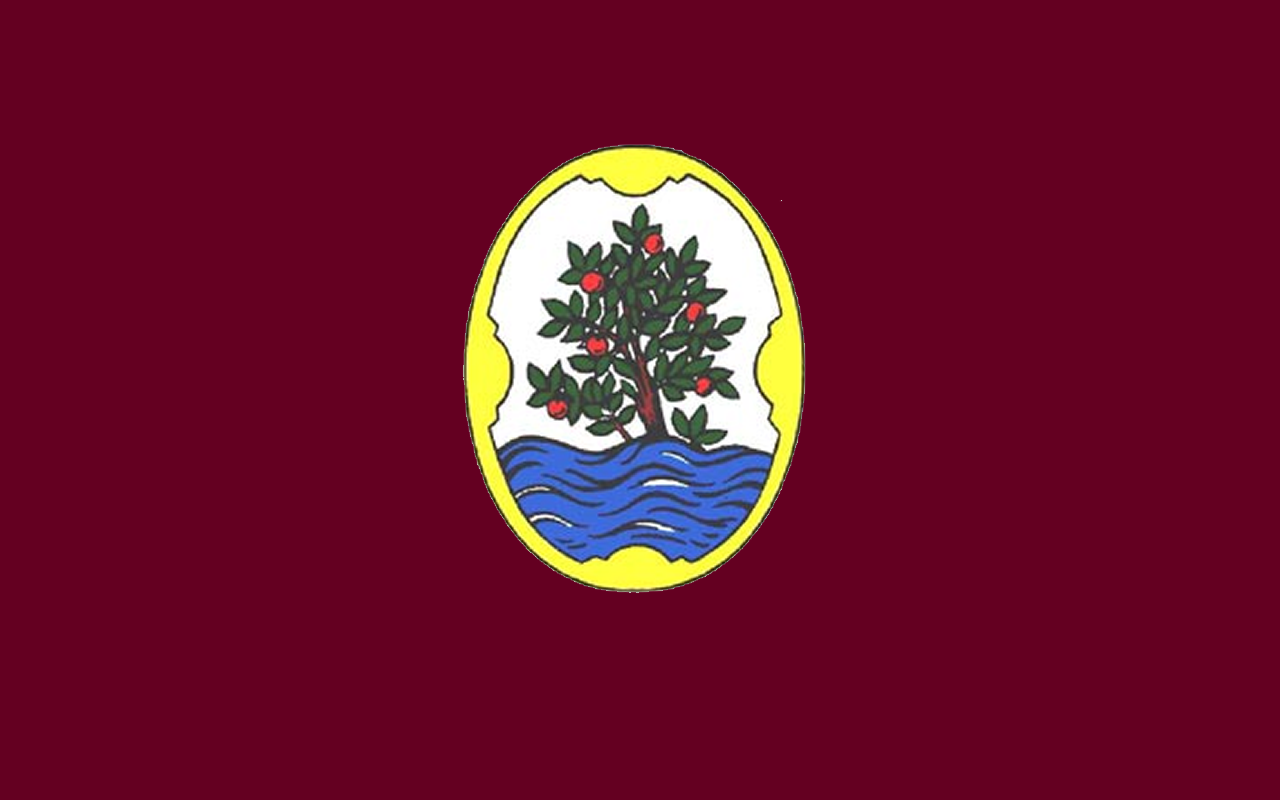
Bandera no oficial d'Arenys de Mar

Arenys de Mar és una vila i municipi de Catalunya situat a la comarca del Maresme i la capital judicial de l'Alt Maresme.
El nucli urbà és situat a la finalització de la riera d'Arenys, que el connecta amb l'interior passant per Arenys de Munt. Es troba també a prop del Parc Natural del Montnegre i el Corredor i del del massís del Montseny. Com en totes les poblacions costaneres de la comarca del Maresme, la seva primera franja litoral l'atravessen, la N-II i la línia ferroviària del Maresme (R1).
És un important port pesquer —el principal de la província de Barcelona— i recreatiu. Tant és així que el port i els seus serveis són el motor principal de l'economia del municipi.
Les platges d'Arenys de Mar, emmarcades pels turons que arriben fins arran de mar, són un anunci de la veïna Costa Brava (Girona es troba a 60 km d'Arenys de Mar). A llevant del municipi, la platja del Cavaió l'uneix amb Canet de Mar i, a garbí, la platja de la Musclera arriba just al límit amb Caldes d'Estrac.

## Història
Santa Maria d'Arenys, avui Arenys de Mar, és un municipi jove si el comparem amb moltes poblacions de Catalunya: només té 400 anys. Ara bé, són anys plens d'història. Arenys de Mar és vila des de l'any 1599, i tingué una gran importància marítima durant els segles xviii i xix. El port d'Arenys, durant molts anys l'únic existent a tota la costa nord de Barcelona, és l'exemple més evident de la llarga història i tradició marinera de la vila.

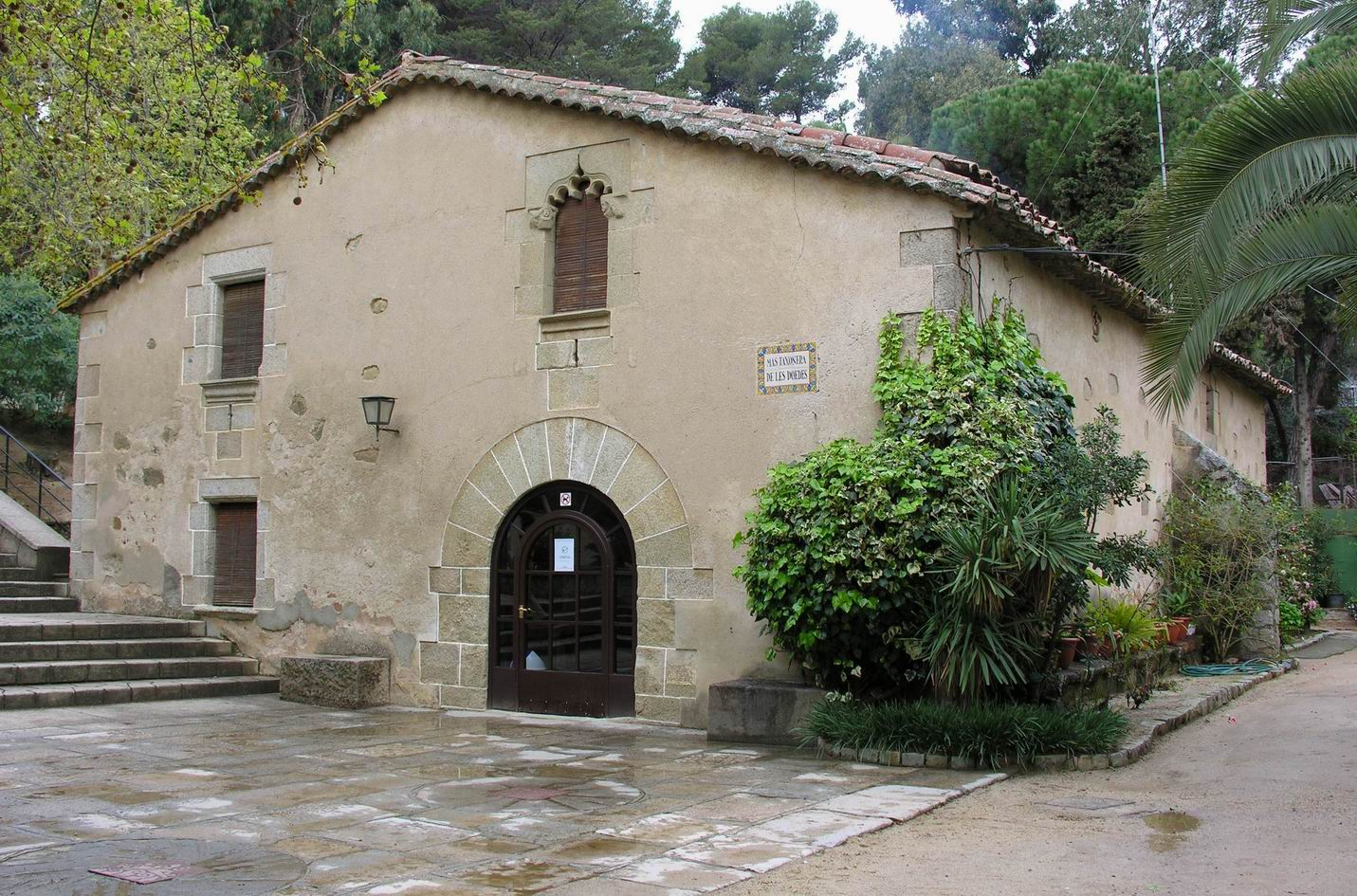
Mas Taxonera de les Doedes

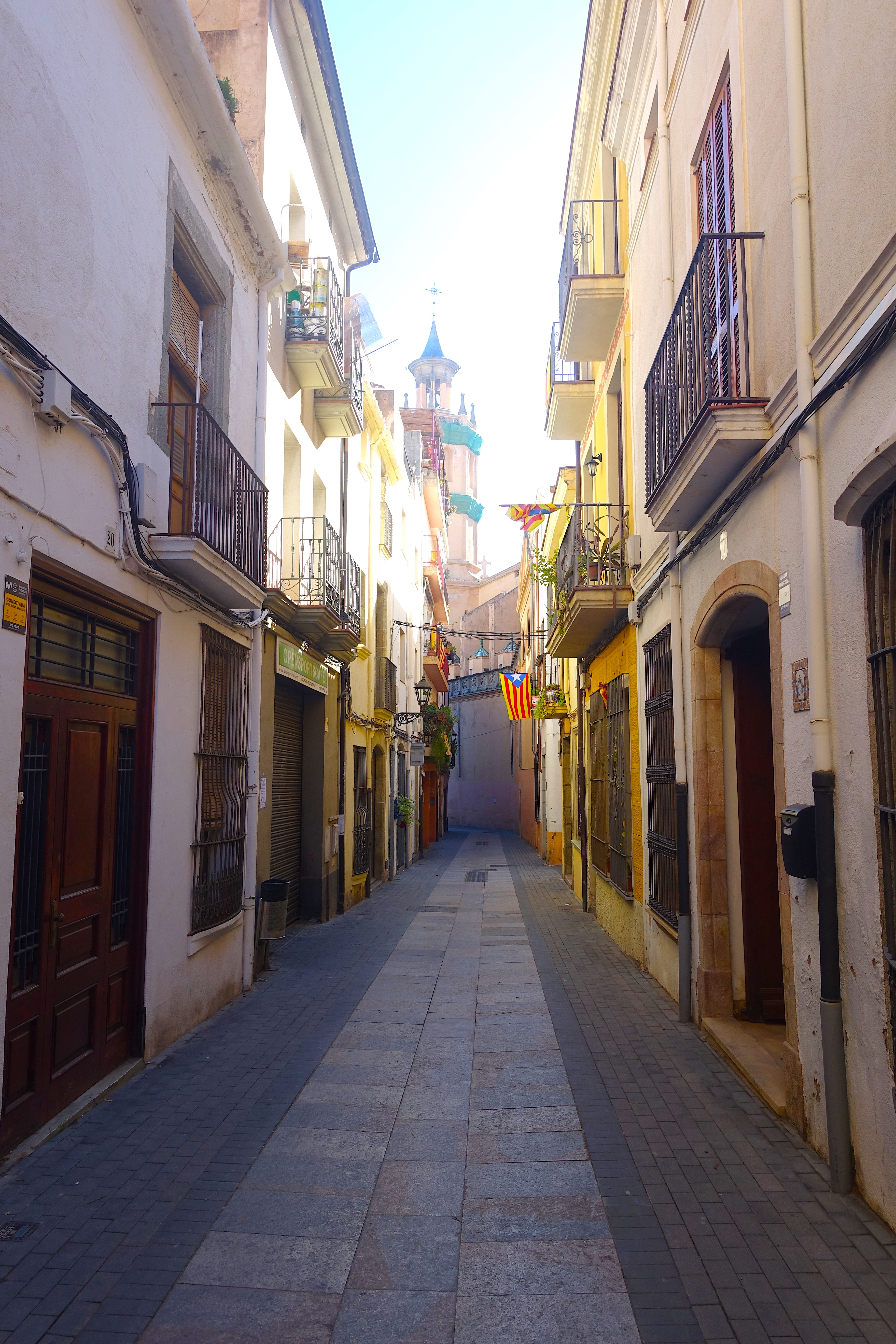
Carrer a Arenys de Mar

### La població primitiva
Fa mil anys, Arenys era una badia tancada a llevant per les roques del Portinyol, que formaven un port natural. Els voltants eren coberts de boscos d'alzines i roures. La zona era deshabitada a causa dels perills de la costa: ràtzies militars, pirateria, etc.
Al final del segle ix, ja hi havia un nucli de població al voltant de l'església de Sant Martí, que més tard s'anomenaria Sant Martí d'Arenys, ja que areny vol dir sorral de riera. És l'actual Arenys de Munt.
A partir del segle xiii alguns habitants de Sant Martí s'estableixen a la costa per dur-hi a terme activitats relacionades amb el mar: pesca, construcció de barques i transport marítim a diversos ports del Mediterrani occidental. Tres-cents anys després, el veïnat de la ribera ja té més de cent cases, s'han obert diversos carrers i s'ha construït la capella de Sant Elm, prop d'on hi ha l'església actual. Poc després s'edifiquen les ermites de la Pietat i del Calvari.

#### Pirates i torres de defensa
D'altra banda, el barri marítim ha adquirit més seguretat, ja que s'hi ha alçat diverses torres fortificades. Aquestes torres, que amb el temps arribaran a ser tretze, són defensades per la població civil, i serveixen per alertar la població de la presència de naus pirates, per refugiar-s'hi i per fustigar-los durant l'atac, amb tota mena d'armes.

### Alseglexvi

#### Una església pròpia

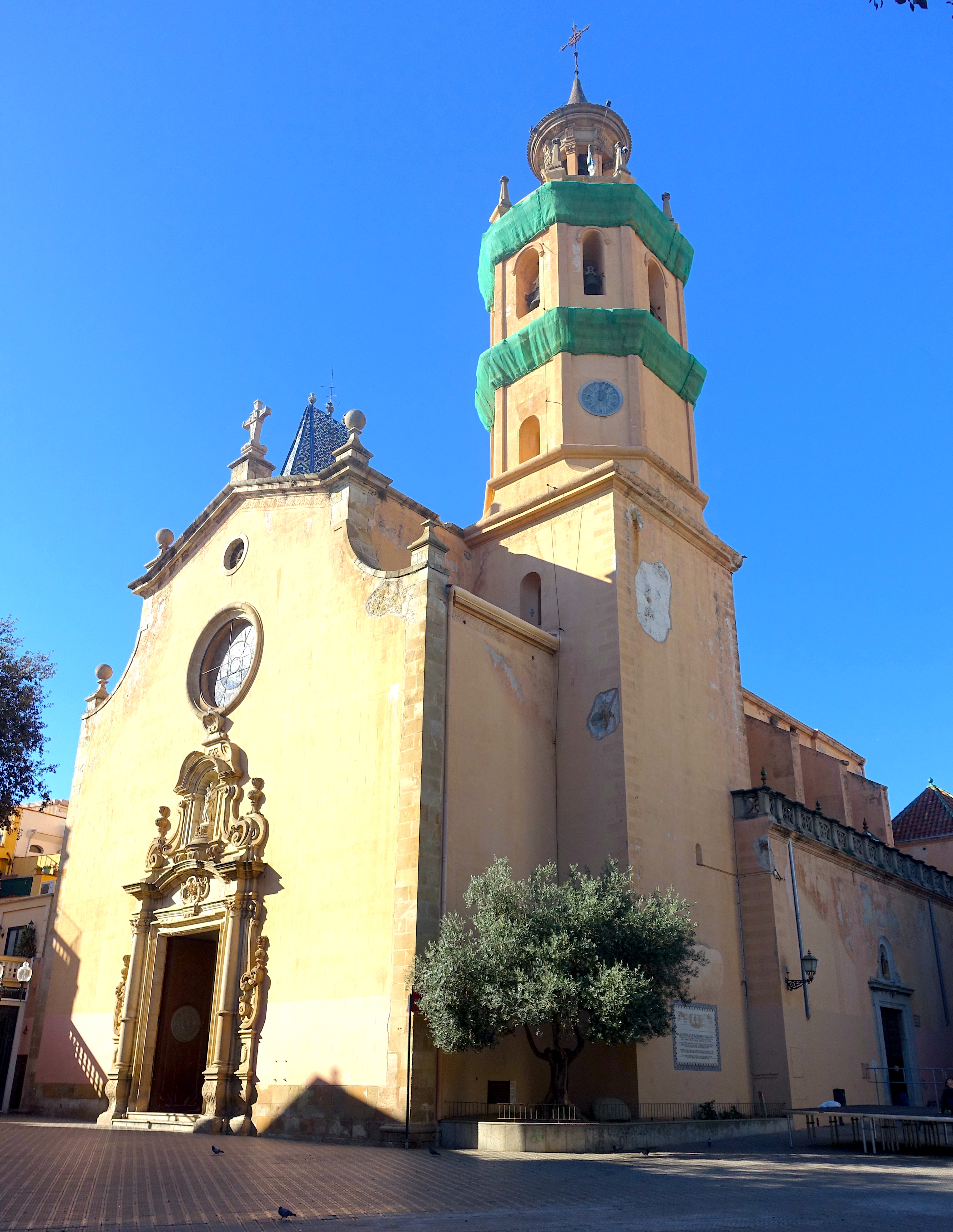
Santa Maria d'Arenys

El 1574, el Governador General del Vescomtat de Cabrera, concedeix permís als habitants de la Ribera, per reunir-se separadament dels de Sant Martí. S'elegeixen dos síndics que, l'any següent, el 1575, obtenen llicència del bisbe de Girona per edificar una església pròpia. El nou temple és dedicat a Santa Maria d'Arenys.

#### El nou municipi
El 1599, Gastó de Montcada, vescomte de Cabrera, fixa el terme de la parròquia de mar i li concedeix un règim municipal. Aquell mateix any, el barri de la ribera elegeix per primera vegada el seu Consell. S'ha constituït, doncs, el Consell Municipal de Santa Maria d'Arenys. La bandereta que s'hissa al campanar el primer diumenge de maig de cada any és símbol del nou municipi.

##### Els nous símbols
Santa Maria d'Arenys necessita símbols. Així, fixa en el seu escut: un aranyoner damunt del mar, ja que Arenys sonava molt semblant a l'arbust conegut com a aranyoner. També li cal un patró. Arenys posseïa relíquies del cos de Sant Zenó, militar romà martiritzat el segle iii. El 1664 el poble declara Sant Zenó el seu patró i celebra per primera vegada la seva festa. Arenys ha acomplert amb esplendor aquell llunyà Vot de Vila, fins a l'actualitat. Entre altres, Sant Zenó és el Patró de Luzaga i de Fuentelsaz.

### Alseglexvii
En el curs del segle xvii, s'incrementa la construcció naval i la navegació. Com a conseqüència creix el poble, que s'estructura entorn dels quatre carrers principals: el d'Amunt, avui Andreu Guri; el d'Avall, conegut també com a carrer dels Senyors, perquè hi vivien les famílies més distingides; el carrer Ample, actualment Josep Anselm Clavé; i el de la Perera, ara Bisbe Català.
La vida social gira entorn de dues poderoses confraries. La Confraria de Sant Elm, dita dels mariners, i la de Sant Joan, que aplega pagesos i artesans. Aquestes institucions, competeixen entre si i arriben a barallar-se alguna vegada amb armes de foc.
Es millora el sistema de protecció contra els pirates. El 13 de febrer de 1624, una nau d'Arenys captura un vaixell pirata turc. Atrets pel progrés d'Arenys, s'hi estableixen els Pares Caputxins, el 1618.
Entretant, s'acaba la construcció de l'església i s'embelleixen les capelles laterals amb bonics retaules. El prestigiós artista arenyenc, Antoni Joan Riera, projecta el retaule de l'altar major, d'estil renaixentista. Però un cop acabat el sòcol els treballs queden interromputs. L'església és consagrada el 1686, pel bisbe de Vic, fill d'Arenys, Antoni Pasqual i Lléu. Per commemorar la consagració es crema una bóta cada 29 de juny.

#### El Vot de Vila a Sant Roc
La puixança d'Arenys quedava interrompuda periòdicament per les epidèmies que assolaven el país. A la darreria del segle xvi, el poble feu un Vot de Vila a Sant Roc, gran advocat contra la pesta, i des de llavors celebra la diada del sant amb solemnitat. Per Sant Roc, els administradors de la Confraria feien el recapte pel poble, ajudats pels macips o joves treballadors. Al segle xix se'ls afegiren les captadores. Sant Roc ha esdevingut el segon patró d'Arenys i la seva diada encara és molt popular. Des de l'any 1949 s'ha recuperat l'antiga Dansa d'Arenys, que es balla la tarda de Sant Roc.

### Alseglexviii

#### Arenys de Mar durant la Guerra de Successió
Arenys de Mar es va posicionar ben aviat per la causa austriacista, donant suport al setge de Barcelona de 1705, en aquells moments en mans de Felip V. Tot i la victòria del bàndol austriacista, Arenys de Mar va patir les conseqüències del conflicte, en part, per l'augment de les demandes de contribucions econòmiques que el bàndol austriacista requeria per fer front a la guerra.
Un cop es va signar el Tractat d'Utrecht, amb la retirada de les tropes aliades, les tropes de Felip V es van refugiar a Mataró per iniciar el setge de Barcelona. Degut a la seva situació geogràfica entre Barcelona i Girona, Arenys de Mar va passar a ser escenari de diverses operacions militars, ja que era una vila cobejada per ambdós bàndols. A les demandes econòmiques exigides pel bàndol austriacista s'hi sumaria el requeriment d'allotjar soldats i la pressió de saqueig per part del bàndol borbònics.

#### El retaule major
Al tombant del segle xviii, Arenys és una de les localitats més florents de la costa. Així, de 1706 a 1711, en plena Guerra de Successió, es construeix el retaule major, una de les joies del barroc català. Obra de l'escultor de Vic, Pau Costa, és dedicat a l'Assumpció de la Mare de Déu. Fou costejat en gran part pel poble i va ser daurat amb fines làmines d'or i, després, policromat pels mestres barcelonins Erasme i Fèlix Viñals. La peça mostra diversos passatges de la vida de Maria, envoltats de sants i àngels. En un lloc preeminent, s'hi troba Sant Zenó.

#### El creixement del poble
El 1714, la Guerra de Successió s'endureix i el poble és objecte de saqueig i d'atacs dels borbònics. Per tal de no ser incendiat, Arenys paga una contribució. Els borbònics passen de llarg i cremen Sant Pol de Mar.
En el curs del segle xviii, el poble segueix una progressió ascendent i s'inicia la indústria tèxtil. A més, experimenta una gran transformació urbanística. La Riera, fins llavors abocador d'escombraries, passa a ser l'eix principal de la població, on s'estableixen diverses cases senyorials i l'ajuntament. A final de segle, s'alcen més de tres-centes cases i s'obren nous carrers.

#### L'edat d'or de la navegació
Aquest floriment té com a causa principal l'esclat de la navegació a ultramar. Diverses disposicions de Carles III, que culminen el 1778, permeten a Catalunya de comerciar directament amb les colònies americanes. S'inicia una etapa gloriosa de la navegació catalana, que durarà gairebé cent anys.
Amb les seves cinc drassanes, Arenys esdevé durant quasi un segle el centre més important de la costa en construcció de vaixells de gran tonatge. Hi ha nissagues arenyenques de constructors navals, entre les quals destaca la dels Caldes, al segle xix. Així mateix, nombrosos mariners i patrons arenyencs es llancen a les grans rutes oceàniques. Per tal d'instruir tècnicament oficials i capitans, el vilatà Josep Baralt i Torres funda, el 1779, l'Estudi de Pilots, que esdevindrà l'escola nàutica més prestigiosa de Catalunya.
Molts vilatans s'estableixen a Amèrica i alguns hi deixen empremtes remarcables. Cal destacar Josep Xifré i Casas que, amb els seus negocis a Cuba i als Estats Units, feu una immensa fortuna. I Jaume Partagàs, creador de la Real Fábrica de Tabacos Partagás a l'Havana.
Els vaixells arenyencs viatgen a les mars del nord d'Europa, al Carib, a les Antilles, a l'estuari del Plata. Transporten aiguardent, suro, fusta, terrissa, sangoneres, etc. Alguns es dediquen al tràfic d'esclaus que recullen a les costes del golf de Guinea.

#### Les puntes al coixí

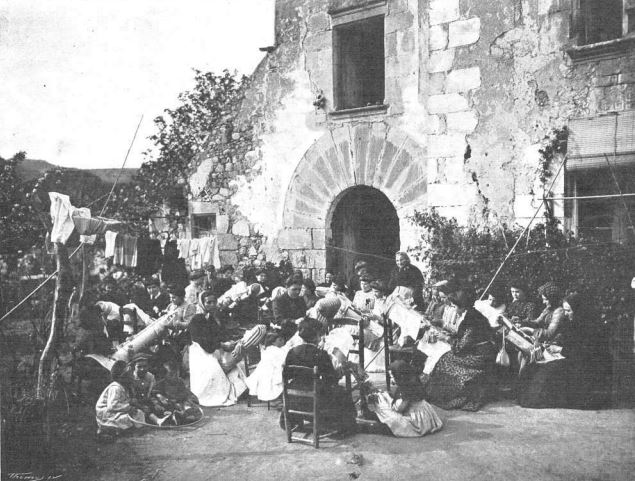
Puntaires al 1906

Entre els productes arenyencs més exportats hi ha les puntes de coixí. Les puntes fetes a Arenys gaudien de gran prestigi per la delicadesa de la confecció i la perfecció dels acabats. En un poble d'aproximadament 4.500 habitants hi arribà a haver més de 1.200 puntaires. També existeixen diverses cases de comerciants de puntes, entre les quals destaca Can Castells, fundada el 1862.

### Alseglexix
La Guerra del Francès, iniciada el 1808, va representar una frenada a aquest progrés. En caure Girona en mans de Napoleó, Arenys es converteix en cap del corregiment gironí i esdevé el nucli estratègic de primer ordre per a les tropes del país, que mantenen la població lliure del domini francès durant quasi tota la guerra.

#### Diversificació econòmica i cultural
El 1834, Arenys es converteix en cap del districte judicial i administratiu d'una extensa zona (Alt Maresme i part del Vallès Oriental i la Selva).
A mitjan segle xix, la vila té uns 5.000 habitants, i s'hi edifiquen cases benestants: moltes d'estil isabelí. La Riera passa a ser l'eix de la població. El 1865, és embellida per plàtans trasplantats de la Devesa de Girona. A més, s'alcen diversos edificis de serveis públics, costejats per americanos del poble. Per exemple, l'Hospital Xifré pagat per Josep Xifré, avui dia convertit en escola taller. I l'Asil de les Germanetes dels Ancians Desemparats, fet construir per Antoni Torrent. Així mateix, s'obre el col·legi de les Mares Escolàpies, orde fundat per l'arenyenca Paula Montalt, canonitzada el 2001. També s'estableixen a la vila, les monges de la Presentació que crearan una escola internat de gran prestigi, sobretot durant el segle xx.
El 1865, el cementiri que fins llavors es trobava al voltant de l'església es trasllada als dos primers replans de l'indret actual. Així mateix, s'ha anat desenvolupant la indústria tapera (taps de suro) que serà una de les més fortes de l'Arenys vuitcentista.
També es produeix una creixent activitat cultural. El 1863, es funda la Societat Coral l'Esperança, adherida als Cors de Clavé. I el 1885 es crea l'Ateneu Arenyenc, que aplega l'activitat artística i intel·lectual de la població. Poc després neix la Societat Cultural i Recreativa Gran Casino, desapareguda actualment.
Durant la desamortització de Mendizabal la família de Cals Nois Grossos van comprar una fàbrica de terrissa, que s'anomenava La Unión. La fàbrica de Ceràmica La Unión, va ser una de les més importants del Maresme, fins i tot els propietaris van arribar a aconseguir una espècie de Colònia, ja que tenien a la seva propietat tot un carrer on vivien tant els propietaris com els treballadors de la fàbrica.

#### Decadència
El 1857, arriba el tren a Arenys. El transport per ferrocarril, la progressiva pèrdua de les colònies d'ultramar i l'aparició dels vaixells de vapor, produeixen la decadència de la navegació de vela. Les mestrances d'Arenys desapareixen o queden reduïdes a la construcció de barques de poc tonatge. El 1874, tanca definitivament les portes l'Estudi de Pilots.

#### Personalitats
L'Arenys vuitcentista tingué diversos fills il·lustres. Despuntant especialment, el comediògraf Josep Maria Arnau, pioner de la Renaixença catalana, i el pedagog Francesc Flos i Calcat; el jesuïta Fidel Fita, arqueòleg i historiador; Francesc de Pol, bisbe de Girona; i Jaume Català, bisbe de Barcelona. I el pintor Joan Colom, a cavall entre els dos segles.

### Alseglexx

#### La represa econòmica

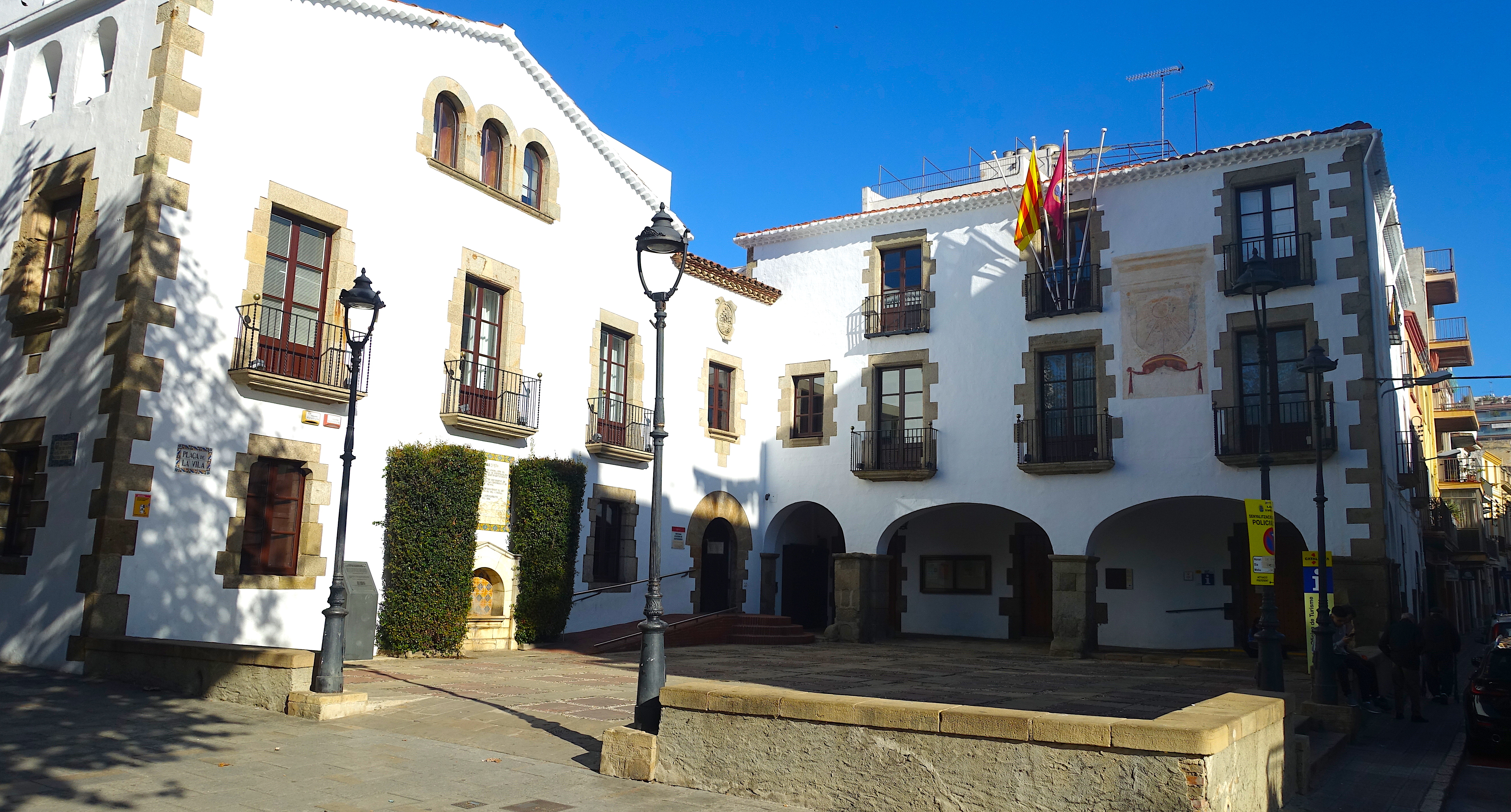
Ajuntament d'Arenys de Mar

En entrar al segle xx, l'activitat econòmica es revifa. El 1896, Magí Mollfulleda crea la fàbrica de licor Calisay, que aviat gaudirà de renom mundial. L'edifici, adquirit per l'ajuntament el 1996, està destinat a centre cívic i cultural. El mateix any, el zoòleg Salvador Castelló, funda a la seva granja El Paraíso, la Reial Escola d'Avicultura, primera a l'estat espanyol, i que ha format nombrosos alumnes d'arreu d'Espanya i de l'estranger. El rei Alfons XIII la visità dues vegades. Amb la vinguda de la Primera Guerra Mundial, s'expandeix la indústria del gènere de punt. Hi ha més de vuit fàbriques a la vila que exporten a arreu del món.
Fruit d'aquest progrés, és l'edificació de cases burgeses, i de sumptuosos mausoleus al cementiri, amb obres d'escultors de prestigi com Josep Llimona, Venanci Vallmitjana i Frederic Marès. També s'edifiquen habitatges socials. D'altra banda, el 1906, els Pares Caputxins han creat la Joventut Seràfica, que influirà en amplis sectors de la població durant tot el segle xx.
El 1922, es comença la construcció del port damunt les roques del Portinyol. Però uns anys després les obres queden interrompudes amb l'escullera de llevant a mig fer. El Mercat setmanal dels dissabtes, que tradicionalment tenia lloc al mig de la Riera, va ser traslladat a l'edifici actual construït entre 1925 i 1928.
Pel que fa a la política, Arenys es polaritza en dos nuclis que polemitzen durament: els monàrquics i la Lliga Regionalista. A partir de 1919 la Lliga guanya totes les eleccions municipals. D'altra banda, les fàbriques van esdevenint plataformes per a la lluita social amb molts afiliats a la CNT i a la FAI. S'intensifiquen les vagues i els incidents de reivindicació laboral.
Els dissabtes hi ha el mercat setmanal.

#### Guerra civil
El 1936, esclata la Guerra Civil espanyola. En el descontrol dels primers moments es produeixen alguns assassinats i saquejos d'edificis religiosos amb la pèrdua de moltes obres d'art. Es cremen els retaules de l'església i es mutila el retaule major. Durant la guerra, es col·lectivitzen les indústries i algunes es reconverteixen el factories bèl·liques. Per això, la vila és castigada amb bombardejos. El 30 de gener de 1939, les tropes franquistes s'apoderen de la població.

#### Postguerra i franquisme
La penúria econòmica i cultural domina els anys de la postguerra. Propiciada pel nacional-catolicisme la tradicional vida pietosa d'Arenys s'incrementa.
Diversos temporals de la darreria de la dècada de 1940 posen de manifest la desprotecció del litoral arenyenc. El 1947, es continua la construcció de la zona portuària i s'acaba l'escullera de ponent. El port es destina a activitats esportives i, sobretot, pesqueres. Nombrosos pescadors, la majoria de Sant Carles de la Ràpita s'estableixen a la població.
A principi de la dècada de 1960, Arenys pateix una profunda transformació. L'afluència del turisme europeu desencadena una forta especulació urbanística i un creixement anàrquic de la població, que canvia completament d'aspecte. A més, augmenta el nombre d'immigrants provinents de la resta d'Espanya.
A partir de la dècada de 1970, l'activitat econòmica de la vila se centra en el comerç i en les professions derivades de la seva capitalitat judicial i administrativa. D'altra banda, s'amplia el port i s'incrementa la flota pesquera que ha esdevingut una de les més importants de Catalunya, tant per la diversitat com per la qualitat del peix capturat, molt apreciat gastronòmicament.

##### Escriptors. El mite de Sinera
Malgrat la repressió franquista contra la cultura catalana, alguns arenyencs, com l'escriptor i polític Fèlix Cucurull, destaquen en el conreu de les llengua catalana. Cal destacar un dels millors novel·listes de la postguerra, Lluís Ferran de Pol.
L'escriptor Salvador Espriu, fill adoptiu d'Arenys, ha elevat la seva geografia i la seva història a la categoria de mite. Amb el nom de Sinera, la població ha transcendit al món de la literatura catalana i universal.

### L'Arenys actual
Els nous ajuntaments democràtics, sorgits del desmantellament de la dictadura del general Franco, afavoreixen les activitats cíviques i culturals. El 1979, es crea Ràdio Arenys, degana de les emissores municipals de Catalunya. També, l'historiador Josep Maria Pons i Guri dona un fort impuls a l'Arxiu Històric Fidel Fita, que guarda els fons documentals més antics conservats a la comarca. S'obren dues seccions del Museu d'Arenys de Mar municipal: la de Puntes, amb una de les millors col·leccions d'Europa, iniciada amb una donació de Frederic Marès; i la de Mineralogia, donació de Joaquim Mollfulleda. El 17 de novembre de 1996, s'inaugura la nova seu de la Biblioteca Pare Fidel Fita.
En el curs dels anys 90, la població s'ha vist afectada per l'execució de dues grans obres d'enginyeria: el perllongament de l'autopista A-19 (ara C-32) i la canalització i cobriment de la Riera. Amb aquesta darrera obra s'ha intentat solucionar el problema de les rierades, que periòdicament castiguen el poble.
Amb més de 16.000 habitants, l'Arenys actual és una població arrelada a les seves tradicions i amb un elevat grau d'identitat. Està, però, oberta a totes les persones nouvingudes que tinguin la voluntat d'integrar-s'hi.

## Geografia
- Llista de topònims d'Arenys de Mar (Orografia: muntanyes, serres, collades, indrets..; hidrografia: rius, fonts...; edificis: cases, masies, esglésies, etc).

Arenys és a 40 km de Barcelona, tant per la carretera N-II com per l'autopista C-32. També s'hi pot arribar amb el tren de Rodalies de Catalunya (línia R1), de manera que es pot arribar des del centre de Barcelona (Plaça de Catalunya) a Arenys de Mar en 55 minuts.
| Sant Vicenç de Montalt | Arenys de Munt  | Sant Iscle de Vallalta |
|                        |                 | Canet de Mar           |
| Caldes d'Estrac        | Mar Mediterrani |                        |

## Demografia
| 1497 f | 1515 f | 1553 f | 1717  | 1787  | 1857  | 1877  | 1887  | 1900  | 1910  |
| ------ | ------ | ------ | ----- | ----- | ----- | ----- | ----- | ----- | ----- |
| -      | -      | 121    | 1.245 | 4.253 | 5.385 | 4.671 | 4.591 | 4.618 | 4.812 |

| 1920  | 1930  | 1940  | 1950  | 1960  | 1970  | 1981   | 1990   | 1992   | 1994   |
| ----- | ----- | ----- | ----- | ----- | ----- | ------ | ------ | ------ | ------ |
| 4.869 | 5.702 | 5.475 | 6.477 | 6.665 | 8.325 | 10.088 | 11.057 | 11.178 | 11.178 |

| 1996   | 1998   | 2000   | 2002   | 2004   | 2006   | 2008   | 2010   | 2012   | 2014   |
| ------ | ------ | ------ | ------ | ------ | ------ | ------ | ------ | ------ | ------ |
| 11.827 | 12.238 | 12.257 | 12.507 | 12.878 | 14.016 | 14.449 | 14.668 | 15.030 | 15.307 |

| 2016   | 2018   | 2020   | 2022   | 2024   | 2026 | 2028 | 2030 | 2032 | 2034 |
| ------ | ------ | ------ | ------ | ------ | ---- | ---- | ---- | ---- | ---- |
| 15.253 | 15.533 | 15.941 | 16.155 | 16.642 | -    | -    | -    | -    | -    |

## Serveis
Arenys és capital del seu partit judicial i té establerts a la vila els principals serveis de l'administració pública. Hi ha una Àrea Bàsica de Salut, una Escola Superior d'Avicultura, una Escola de Música; i diverses escoles de puntaires, que ara són espai d'oci i record de la florent indústria que va existir fa un segle.
Arenys de Mar té l'orgull d'haver creat la primera emissora de ràdio municipal de Catalunya, i també està treballant per ser un dels municipis destacats en l'àmbit de les Tecnologies de la Informació i la Comunicació. En un termini breu, està previst que els arenyencs i les empreses locals puguin gaudir de les últimes tecnologies de banda ampla a través del cable.
Arenys de Mar té diversos centres escolars. Les escoles Joan Maragall i Sinera són els dos centres públics d'educació infantil i primària. També hi ha l'escola concertada de la Presentació —que ofereix primària, secundària, batxillerat i CF. L'IES Els Tres Turons —amb uns 500 alumnes i 60 professors— ofereix els estudis de secundària, batxillerat i cicles formatius; i ha estat reconegut pel Ministeri d'Educació com el millor centre educatiu d'Espanya. I és que els seus estudiants han recollit molts premis —arreu de Catalunya, Espanya i Europa— per les seves investigacions en els treballs de recerca de Batxillerat.
La vila compta amb una escola bressol municipal, anomenada l'Escola dels Colors, i també té una escola bressol concertada (Maricel).

## Economia

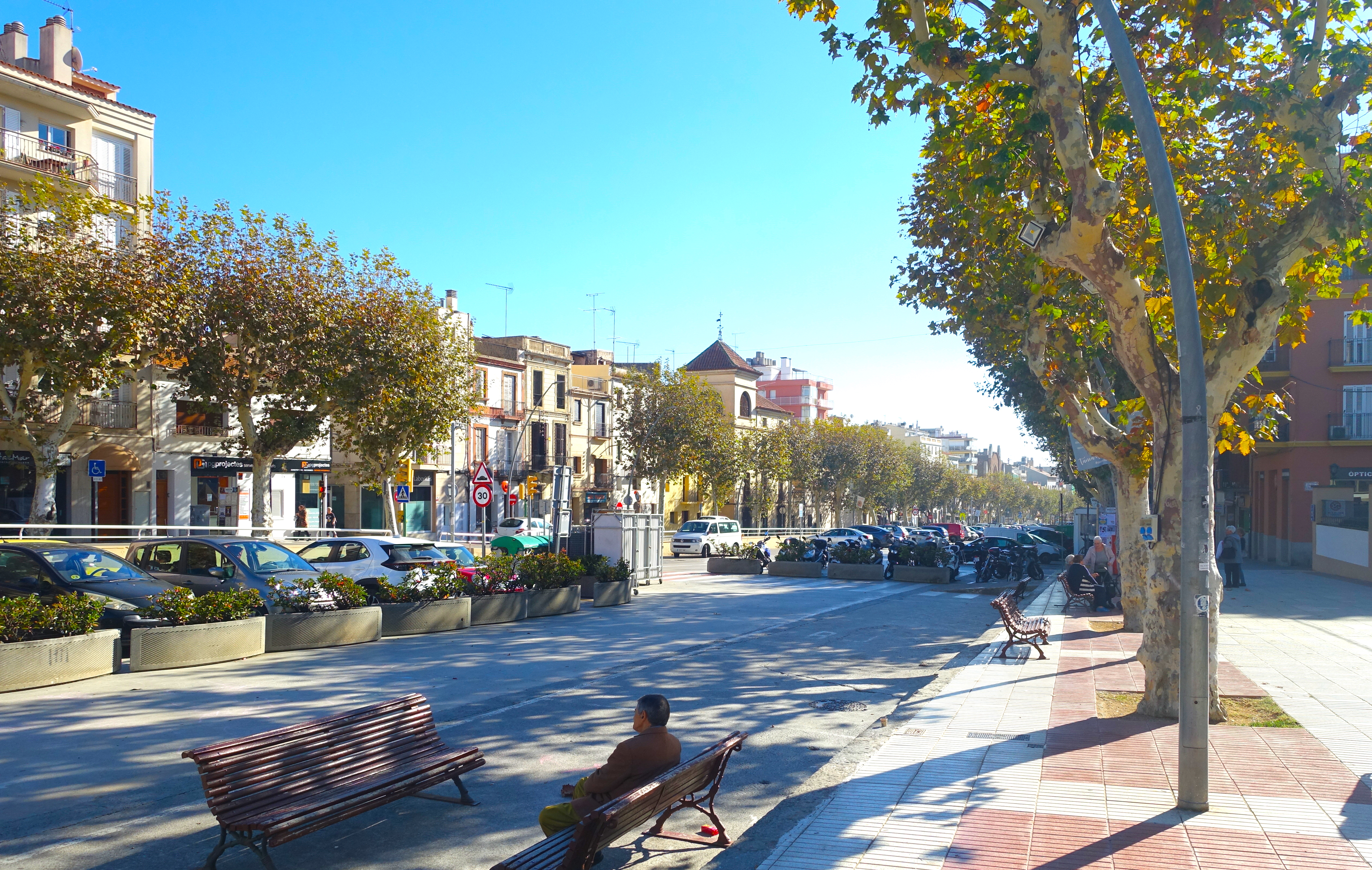
La Riera, d'Arenys de Mar

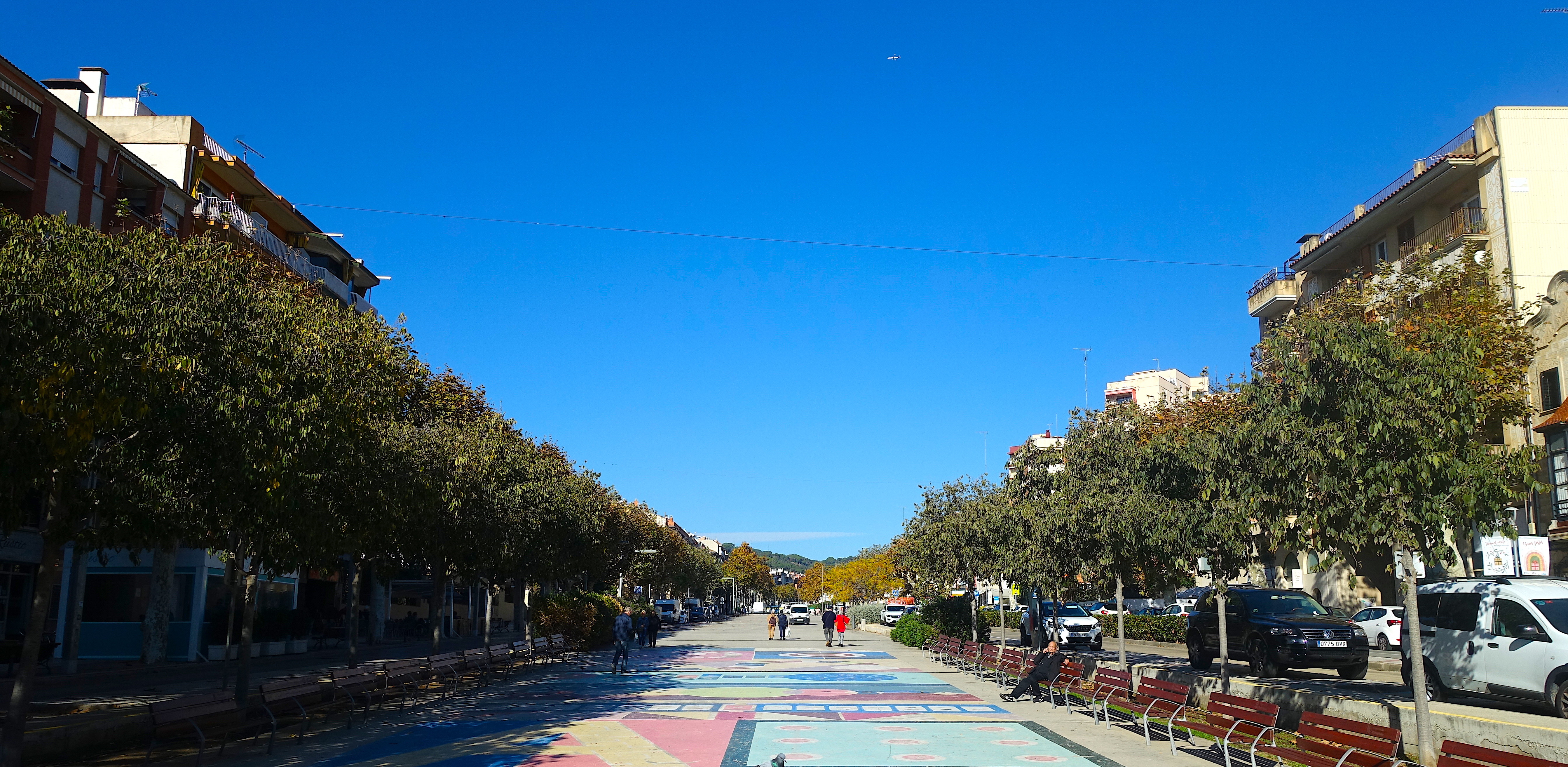
La Riera, d'Arenys de Mar (nord)

El port d'Arenys és un dels més importants de la costa catalana i del Maresme. És l'exemple més evident de la llarga història i tradició marinera de la vila. La pesca i tota la indústria que es crea a l'entorn del port mouen una gran part de l'activitat econòmica de la població. El port concentra gairebé tota la flota pesquera de la comarca. La subhasta del peix, que té lloc cada tarda quan tornen els quillats i les barques, és un espectacle pintoresc que atrau molts visitants. El peix que surt de la llotja d'Arenys és valorat a tot Catalunya, sobretot les gambes. A l'octubre, els restauradors locals, amb el suport de l'Ajuntament, organitzen Calamarenys, un certamen gastronòmic que té com a principal protagonista el calamar d'Arenys.
El port té un gran espai dedicat a les embarcacions esportives. Durant l'estiu, molts velers hi fan estada en les seves singladures mediterrànies. Les drassanes i els manteniments nàutics continuen sent una important indústria local.
La Riera és el centre comercial i l'eix de tota l'activitat local. Dos rengles de plataners centenaris n'ombregen les voreres i li donen una imatge única. Aquests arbres són els discrets testimonis d'una de les activitats preferides dels arenyencs, sobretot en diades festives: passejar Riera amunt, Riera avall.
A mitja Riera, a uns quants metres de la placeta de l'Església, hi ha el Mercat, un esplèndid i funcional edifici modernista. És obert cada matí i algunes tardes a la setmana. A l'interior el batibull de gent i l'activitat són constants. Els matins de dissabte el tràfec comercial es trasllada a tota la Riera, on s'instal·la el mercat setmanal.
El Calisay és un altre d'aquests edificis insignes de la vila. L'edifici de l'antiga destil·leria del licor d'herbes, que va arribar ser reconegut arreu, ara és un centre cultural de propietat municipal i allotja tota mena de serveis culturals.
Hi ha dues importants zones industrials de promoció pública i privada en desenvolupament. L'agricultura ha perdut cultius els últims anys, però encara es manté una producció d'horta.

## Turisme
L'oferta turística està diversificada. Hi ha càmpings, cases de colònies, hostals i pensions; però, sobretot durant la temporada d'estiu, hi ha la possibilitat de llogar apartaments a bon preu. Hi ha una quantitat important d'habitatges de segona residència. Els Banys de Can Titus, amb més de dos-cents anys d'història, són un modern balneari amb aigües minero-medicinals de composició clorada sòdica i els últims serveis, tractaments i instal·lacions termals.
Arenys rep diàriament la visita de centenars d'escolars i nombroses excursions de gent gran. Els atractius artístics i monumentals, els museus, el port, i tot el que envolta el mite de Sinera —creat per Salvador Espriu— són bons arguments per arribar a Arenys. Els caps de setmana són molts els qui venen a la vila senzillament per fer un bon àpat als restaurants del port o als establiments de dins del nucli urbà.

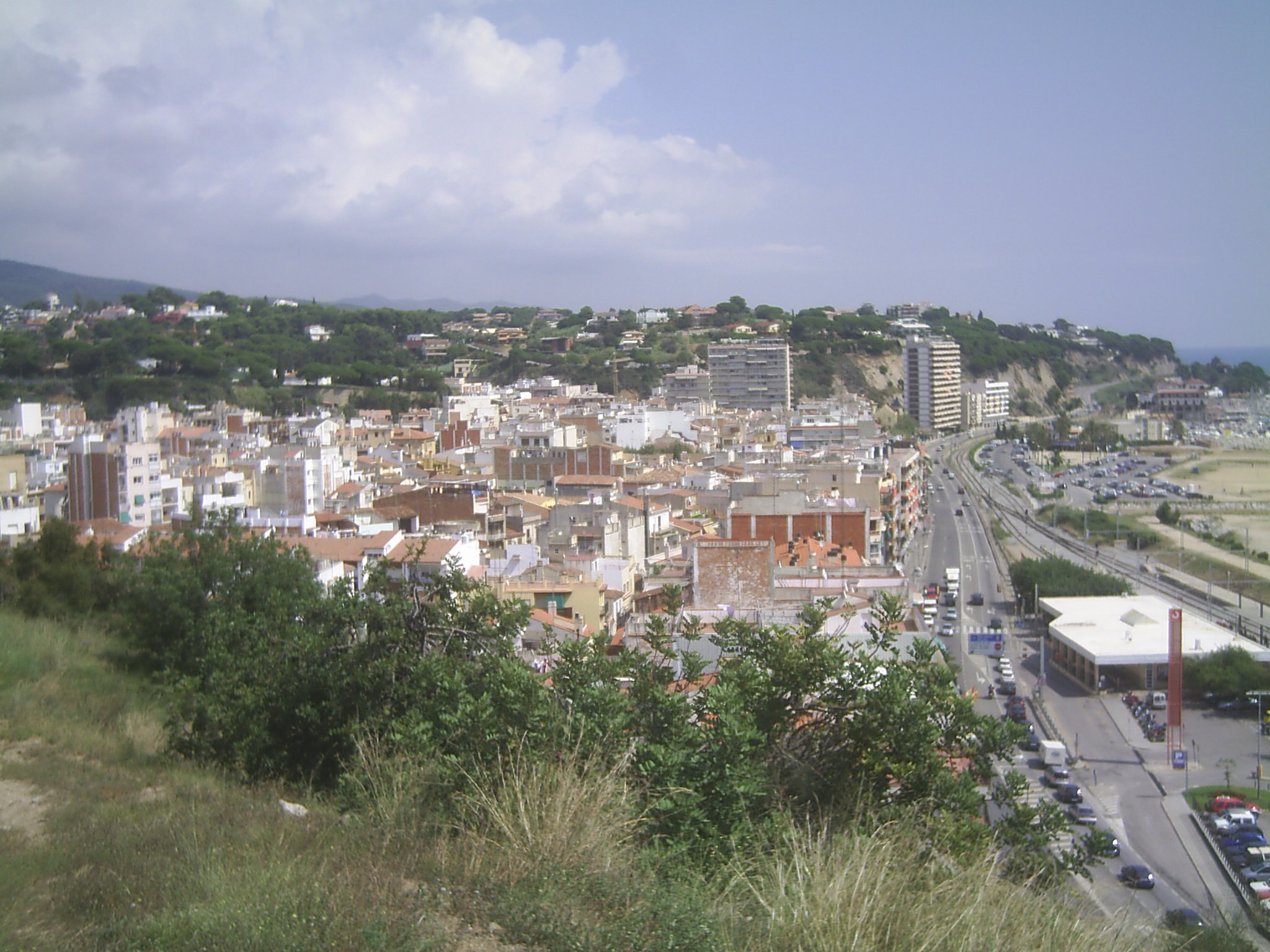
Vista d'Arenys de Mar des del Turó de la Pietat

L'atractiu de les platges d'Arenys rau en la seva extensió i en la sorra gruixuda que les cobreix, tal com podem trobar a la Platja de la Picòrdia. Per a qui prefereix les estades ombrejades, la vila ofereix el Parc de Lourdes i la possibilitat de passejar pels nombrosos camins i rials que té el municipi.
En el nucli urbà hi ha un seguit d'indrets d'interès. L'església de Santa Maria d'Arenys, del segle xviii, té un dels retaules barrocs més importants i ben conservats de Catalunya, obra de l'escultor Pau Costa. Al capdamunt del carrer de l'Església, hi ha el Museu Marès de la Punta, amb el contingut de randes dels segles xvi-xix més important d'Europa; i a l'edifici de l'antic Estudi de Pilots, fundat per Josep Baralt, ara s'hi allotja el Museu Mollfulleda de Mineralogia, que té una de les millors i més completes col·leccions de minerals de Catalunya.
A banda i banda de la part baixa de la Riera, s'amaguen un seguit d'indrets urbans i cases de notable bellesa. Es conserven, encara, algunes de les torres de defensa construïdes contra la pirateria barbaresca. L'Arxiu Històric Fidel Fita ha recuperat i conserva important documentació històrica d'Arenys i tota la comarca. El seu treball ha estat cabdal per preservar la memòria històrica arenyenca.
Al capdamunt del Turó de la Pietat, a ponent del nucli urbà, hi ha el cementiri d'Arenys. És un exemple característic dels cementiris mariners mediterranis. Salvador Espriu va convertir-lo en mite literari, amb l'obra poètica Cementiri de Sinera. A l'interior hi ha alguns treballs escultòrics de notable bellesa, obra d'artistes modernistes de renom com Josep Llimona i Venanci Vallmitjana.
La vista des del cementiri és esplèndida i s'hi poden veure els principals elements i símbols de la geografia arenyenca. A ponent, la silueta de la Torre dels Encantats, que vigilava els límits entre els bisbats de Girona i Barcelona. Més a l'interior, contemplen l'escena els omnipresents Tres Turons. La vista cap a llevant l'acapara el port, on destaca l'antic edifici del Montcalvari. Un cop d'ull, des d'aquesta balconada privilegiada, ens permet identificar l'església de Santa Maria, els diversos convents d'ordes religiosos, el casalot neoclàssic donat pel fill de la vila Josep Xifré i a l'horitzó, amunt, la gran massa muntanyosa del Montnegre.
Oci nocturn
En aquesta vila es cou una cultura d'oci nocturn, ja que s'hi troben el PrincipalPub o la Discoteca Johnnys, fundada el 1969, i que és la discoteca més antiga de Catalunya.

## Eleccions municipals

### L'Alcaldia d'Arenys de Mar
| Mandat    | Nom                          | Grups al goverm                                                                                                   |
| --------- | ---------------------------- | --- |
| 1979-1983 | Joan Enric Garcia i Ferrer   | CiU (8) (+ PSC (4) + PSUC (3) + Centristes de Catalunya-UCD (1) + Coalició Democràtica (1)) / CiU (+ CC-UDC + CD) |
| 1983-1987 | Fidel Soler i Mas            | CiU (+ Ind. per Arenys + Alianza Popular)                                                                         |
| 1987-1991 | Ignasi Moreno i Marcos       | PSC (+ UA + AMD +PP)                                                                                              |
| 1991-1995 | Ignasi Moreno i Marcos       | PSC (+ UA + AMD + PP) / PSC (+ UA + AMD + ICV)                                                                    |
| 1995-1999 | Miquel Rubirola i Torrent    | CiU (+ PP) |
| 1999-2001 | Santiago Fontbona i Arbós    | PSC (+ ERC + ICV)                                                                                                 |
| 2001-2003 | Joaquim Ponsarnau i Cardelús | ERC (+ PSC + ICV)                                                                                                 |
| 2003-2007 | Miquel Rubirola i Torrent    | CiU (+ PP) |
| 2007-2011 | Ramon Vinyes i Vilà          | PSC (+ ERC + ICV)                                                                                                 |
| 2011-2015 | Estanislau Fors i Garcia     | CiU (+ PSC + PP)                                                                                                  |
| 2015-2016 | Estanislau Fors i Garcia     | JxA (+ PP) |
| 2016-2019 | Annabel Moreno i Nogué       | ERC (+ PSC + CiU + ICV)                                                                                           |
| 2019-2023 | Annabel Moreno i Nogué       | ERC (+CUP+ AeC)                                                                                                   |
| 2023-     | Estanislau Fors i Garcia     | JxA |

Fins a la dissolució de les jurisdiccions feudals, els batlles naturals d'Arenys foren Antic Tries i els seus descendents per concessió del vescomte de Cabrera, Bernat IV.
- Alcaldes de la II República espanyola
  - Manuel Riera i Doy (1931-1934).
  - Frederic Quintana i Rabell (1934-1936).
  - Salvador Cusachs i Nualart (1936-1937).
  - Josep Torrent i Oliver (ERC) (1937-1938).

- Alcaldes designats sota el govern de Franco
  - Jaime Ferrer-Calbetó i Ferrer (1939-1952).
  - Josep Maria Pons i Guri (1952-1958).
  - Joaquim Doy i Guri (1958-1972).
  - Mariano Salmerón i López (1972-1979).

### Fets polítics destacables
L'any 2016, l'oposició municipal (formada per ERC, PSC, CiU, ICV i la CUP) va portar a terme una moció de censura contra l'alcalde d'Estanis Fors Junts per Arenys, que va prosperar i va portar a Annabel Moreno (ERC) a ser la primera alcaldessa d'Arenys de Mar. Moreno va revalidar l'alcaldia ales eleccions municipals del 2019.
El govern del mandat entre 2019 i 2023 va estar format per Esquerra Republicana, CUP i Arenys en Comú, el qual l'alcaldia va correspondre a ERC. L'11 d'agost de l'any 2022, CUP i Arenys en Comú van abandonar el govern local deixant en minoría Esquerra Republicana amb un total de 6 regidors, passant així a formar part de l'oposició.
Les eleccions municipals del 2023 van suposar un fet destacable a la política arenyenca, on per primera vegada una força política aconseguia la majoria absoluta. La llista de Junts per Arenys, encapçalada per Estanislau Fors, va obtenir un total de 9 regidors després de rebre un 42,43% dels vots a les urnes.

## Entitats
Sinera United Fc
El Sinera United, es un club fundat el maig del 2016 per Josep Comas, actual president de l’entitat. El director esportiu, des del moment de fundació ha estat Albert Comas. El seu terreny de joc es el municipal Bernat Coll, compartit amb l’Arenys de Mar. El club consta d'equips de totes les categories des-de escoleta fins a veterans, amb un primer equip a Tercera Catalana, un cadet a Primera Divisió, un infantil a Primera divisió i, un benjamí a Segona divisió. El club també té tres equips femenins, un aleví, un infantil i un cadet f11. El club té un bon historial de lligues i tornejos importants. En tan sols sis anys, el club ha aconseguit tenir més de 25 equips, entre F-11, F-7 i l’Escoleta del club que té una participació de mes de 20 jugadors. El club tenia més de 450 jugadors la temporada 2023- 2024.
Colla gegantera d'Arenys de Mar
La colla gegantera d'Arenys de Mar són els encarregats de dirigir les activitats geganteres amb els gegants d'Arenys de mar: la Flordalba i en Tallaferro; la Maria i en Roc; i l'Elm i la Carmeta a més a més dels cartolinus, els capgrossos i el drac Aranyot.
Diables Socarrimats dels Arenys
La Colla de Diables Socarrimats es compartida entre els municipis d'Arenys de Mar i d'Arenys de Munt, existeix des del 2012 i els darrers anys ha tingut un ressorgiment recuperant o creant activitats festives i culturals de foc als dos municipis.
Centre Excursionista d'Arenys de Mar
El Centre Excursionista d'Arenys de Mar és un club esportiu d'Arenys de Mar. La seva principal activitat és la promoció i la pràctica de l'excursionisme i d'activitats de muntanya. És membre de la FEEC. Ha estat una de les entitats promotores de l'Arribada de la Flama del Canigó a Arenys de Mar, i de la promoció de la Fira del Solstici d'Estiu.
Té els seus orígens en el grup de Cordígers que es va crear, l'any 1952, des dels frares caputxins del convent d'Arenys de Mar. L'any 1954 es va voler formar un grup escolta, que es va dissoldre, per acabar creant el Cau Sant Francesc, que combinava l'excursionisme i l'educació en el lleure. L'any 1967 un part de cau, amb més vocació esportiva, s'integra a la Societat Coral l'Esperança, que l'acull amb el nom de Secció de muntanya de la Societat Coral l'Esperança. L'any 1970, la secció es legalitza amb entitat pròpia, i pren el nom de Centre Excursionista Sant Francesc, nom que manté fins a l'any 1988, que adopta el nom actual de Centre Excursionista d'Arenys de Mar.
Club Arenys Bàsquet

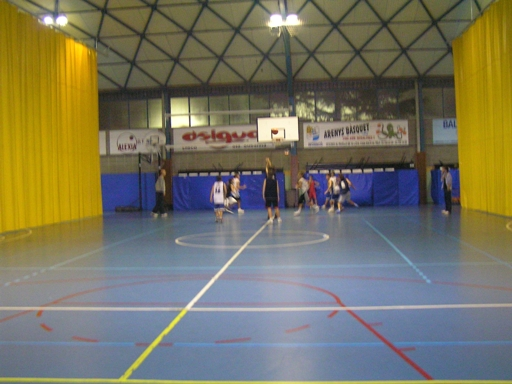
Pista Municipal de Bàsquet d’Arenys de Mar

El Club Arenys Bàsquet és un club de bàsquet català de la població. Fou fundat l'any 1942. Els primers equips van començar la competició a l'Obra Atlètica Recreativa (OAR) fins a finals dels anys 40. Durant els següents anys, el club va jugar a "la pista" al costat de la Plaça del Casino. A la dècada dels setanta, va traslladar-se a una pista descoberta, situada on hi ha actualment el pavelló d'esports municipal, construït l'any 1984 i ampliat el 2003. L'equip organitza les 24 hores de basquetbol a Arenys de Mar.
Club de Futbol Arenys de Mar
El Club de futbol Arenys de Mar es va fundar l’any 1926, al poble Arenys de Mar. Aquest club no te cap títol important, però ha guanyat tornejos amistosos nacionals i internacionals, també alguna lliga de F-7 i de F-11 de categories inferiors. També alguna lliga regional amb el primer equip, específicament de 4t catalana. També aquest equip és conegut per dos jugadors , en Nico Cruzca i en Biel Cañas Vilà.

## Personalitats destacades relacionades amb Arenys[calcitació]

### Artistes
- Antoni Joan Riera i Pasqual: escultor renaixentista.
- Pau Costa: escultor barroc.
- Isidre Nonell i Monturiol: pintor.
- Carles Gumersind Vidiella i Esteba: pianista.
- Joan Barrera: dibuixant, pintor i escultor.
- Joan Colom i Agustí: pintor impressionista.
- Lluís Danés: escultor, director artístic i de cinema.
- Dídac Rocher: cantautor i músic.

### Científics i tècnics
- Josep Baralt i Torres: cosmògraf, navegant i fundador de la Reial Escola Nàutica.
- Joan Monjo i Pons: enginyer mecànic i pedagog.
- Jaume Calbetó i Baralt: químic i farmacèutic; i alcalde.
- Salvador Castelló i Carreras: zoòleg, enginyer agrònom i fundador de la Reial Escola d'Avicultura.
- Cèsar Martinell i Brunet: arquitecte entre el modernisme i el noucentisme.

### Cronistes i periodistes
- Fra Pere d'Arenys, cronista medieval.
- Josep Pasqual i Soler, periodista i crític d'art.
- Josep Badosa i Montmany, fotoperiodista.
- Cinto Arxer i Bussalleu, cronista i mestre.
- Joaquim Puig i Pidemunt, militant comunista i director de la revista Treball del PSUC.
- Enric Sierra, periodista i president de l'Associació d'Informadors d'Arenys.

### Escriptors
- Josep Maria Arnau i Pascual, comediògraf pioner en la Renaixença.
- Joaquim Ruyra i Oms, contista i president dels Jocs Florals.
- Josep Maria Miquel i Vergés, literat especialitzat en la Renaixença i la història de Mèxic.
- Salvador Espriu i Castelló, poeta.
- Fèlix Cucurull i Tey, escriptor, polític, i historiador expert en el catalanisme.
- Lluís Ferran de Pol, novel·lista.
- Esyllt T. Lawrence, gal·lesa d'origen, traductora.
- Josep Maria Gironella i Pous, escriptor.
- Cristina Fernández Cubas, escriptora.
- Josep Puig i Bosch (Hilari d'Arenys de Mar), escriptor i poeta de l'orde del caputxins.
- Joan Draper i Fossas, escriptor i periodista.
- Pep Quintana i Riera, escriptor, periodista i guia de viatges.
- Maria Teresa Bertran i Rossell, coneguda com a Teresa d'Arenys, narradora i poeta.

### Esportistes
- Sergi Gómez, futbolista.
- Cesc Fàbregas, futbolista.
- Lluís Guri, futbolista.
- Marta Mitjans, atleta.

### Historiadors
- Fidel Fita i Colomer, jesuïta i director de la Real Academia de la Historia d'Espanya.
- Josep Maria Pons i Guri, degà dels arxivers catalans.
- Jordi Bilbeny, filòleg i historiador expert en la censura de l'Edat Moderna.
- Ramon Roca i Puig, papiròleg.
- Josep Palomer i Alsina, expert en els monestirs de Poblet i de Santes Creus.

### Industrials i empresaris
- Josep Xifré i Casas, home de negocis, i que fou el català més ric del segle xix.
- Jaume Partagàs i Ravell, creador de la Real Fábrica de Tabacos Partagás a l'Havana.
- Andreu Guri i Sala, industrial i benefactor, Creu d'Isabel la Catòlica.
- Antoni Torrent i Carbonell, industrial i benefactor de l'Asil dels Ancians Desemparats.

### Militars, cavallers i nobles
- Bernat IV de Cabrera: almirall del regne d'Aragó, comte de Mòdica i vescomte de Cabrera i de Bas.
- Jaume Borrell i Pla: militar conegut com a Cabdill de la Independència catalana.
- Bernat Antoni Pasqual: militar, cavaller i home de Cort.

### Polítics
- Benet Maimí i Pou, diputat al Parlament de Catalunya, secretari d'organització d'Unió Democràtica de Catalunya.
- Carles Móra i Tuxans, alcalde d'Arenys de Munt i promotor de les Consultes per la Independència.
- Annabel Moreno i Nogué, alcaldessa de 2016 a 2023.[22]

### Pedagogs i acadèmics
- Pare Joaquim Forn i Roget, acadèmic i teòleg consultor al Concili Vaticà I.
- Francesc Flos i Calcat, pedagog i fundador de l'Associació Protectora de l'Ensenyança Catalana.

### Religioses i religiosos
- Santa Paula Montal i Fornés: fundadora de les MM. Escolàpies.
- Beata Teresa Vives i Missé: adoratriu màrtir del segle xx.
- Jaume Català i Albosa: bisbe de Canàries, Cadis i Barcelona.
- Francesc de Pol i Baralt: bisbe de Girona.
- Antoni Pasqual i Lléu: bisbe de Vic.
- Francesc Xavier Vilà i Mateu: bisbe d'Adra i vicari apostòlic de Guam (Illes Mariannes).
- Anna Maria Ravell i Barrera: fundadora de l'Institut de Franciscanes Missioneres de la Immaculada Concepció.
- Martí Amagat i Matamala: sacerdot, rector i poeta.